# Filicium decipiens
Filicium decipiens là một loài thực vật có hoa trong họ Bồ hòn. Loài này được (Wight & Arn.) Thwaites mô tả khoa học đầu tiên năm 1864.

## Hình ảnh

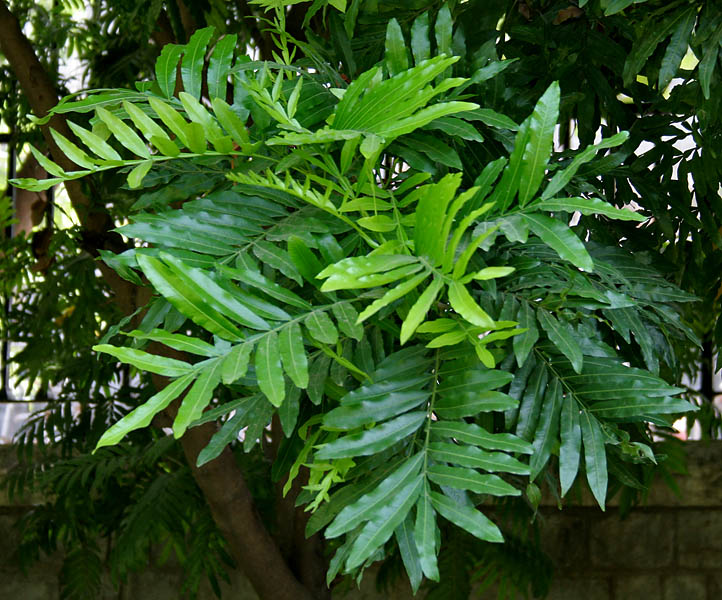
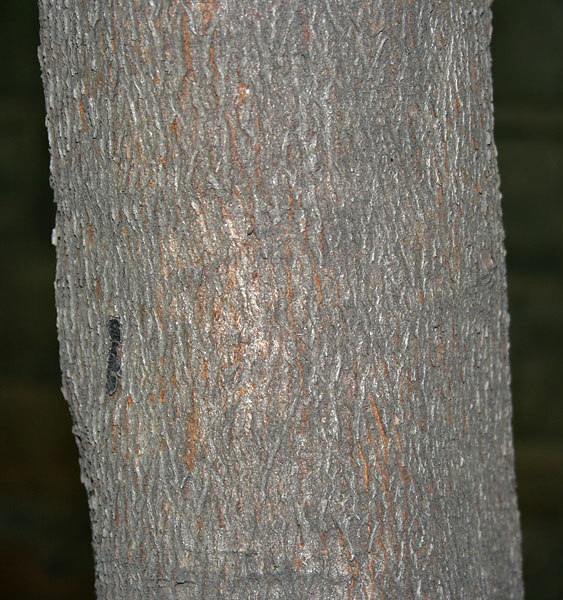
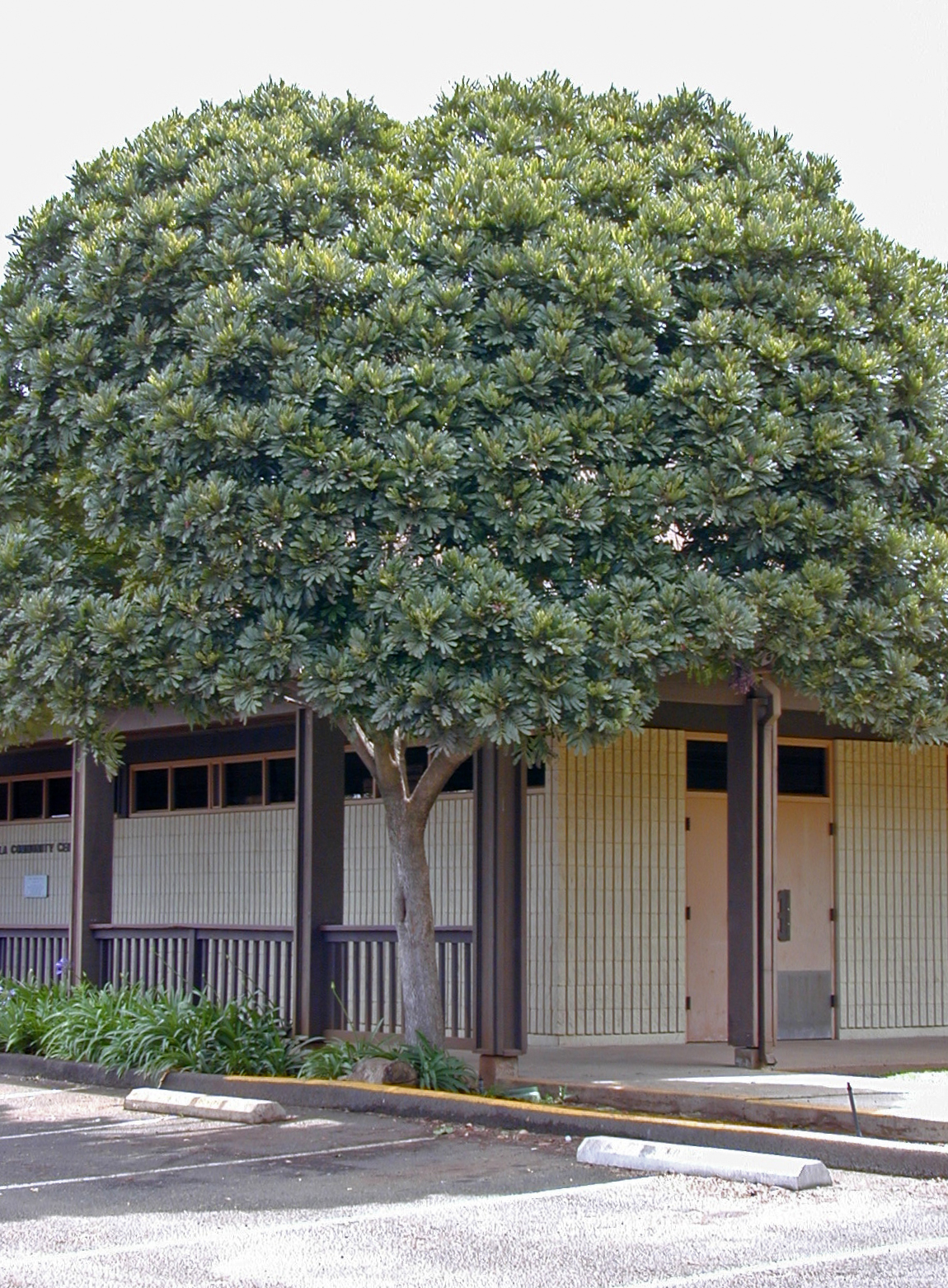
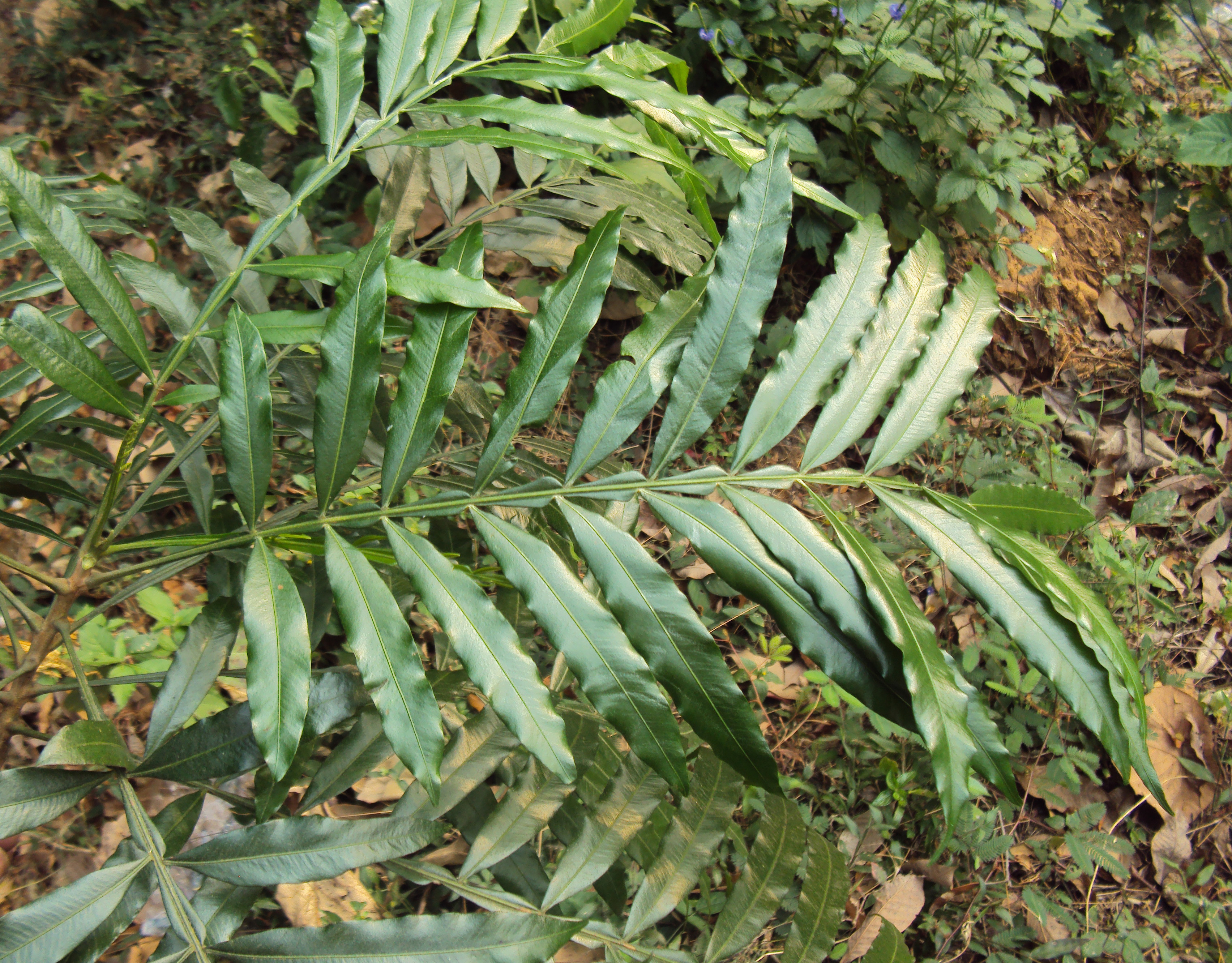